# 龙树镇 (三台县)
龙树镇，是中华人民共和国四川省绵阳市三台县下辖的一个乡镇级行政单位。

## 行政区划
龙树镇下辖以下地区：
场镇社区、路明村、幸福村、大松村、三联村、大力村、鲜花村、华联村、双合村、高泉村、梓江村、石伞村、龙滩村、井泉村、长谊村、金宝村、对丰村、八一村和华丰村。